# Felipe Augusto de Saint-Marcq
Felipe Augusto de Saint-Marcq y D'Ostrel (o Saint-March) (Taintegnies, Bèlgica, 1762-Madrid, 1831) va ser un militar d'origen belga al servei d'Espanya durant la Guerra de la Independència espanyola.

## Carrera
Va entrar en el servei d'Espanya als 14 anys, en el regiment de guàrdia valona, va participar en el setge de Gibraltar, en la Guerra Gran i en la guerra de les Taronges. En 1795 assolí el grau de capità. Quan va esclatar la guerra del francès i els francesos es van apoderar de Madrid, Saint-Marcq va aconseguir fugir. Es va traslladar a València, on va obligar al general francès Moncey a aixecar el setge de la ciutat. Com a premi per aquesta acció va ser ascendit a mariscal de camp.
Amb motiu del primer setge de Saragossa, va aconseguir reunir uns cinc o sis mil homes, amb els quals va contribuir al fet que els francesos de Charles Lefebvre-Desnouettes aixequessin el camp. Es va quedar a les ordres de Palafox i va participar activament en la defensa de la ciutat durant el segon lloc, sent premiat amb els galons de tinent general (1809). Quan la plaça va capitular, va ser fet presoner i conduït a Nancy, on va romandre fins a 1814. Quan Ferran VII d'Espanya va tornar, ell ja alliberat, va poder retornar a Espanya. Va ser, successivament, capità general de Galícia, de València i d'Aragó, fins a 1830. Va morir víctima d'una epidèmia de còlera a Madrid.